# (4786) Tatianina
(4786) Tatianina (1985 PE2) – planetoida z pasa głównego.

## Odkrycie
Planetoida została odkryta 13 sierpnia 1985 roku przez Nikołaja Czernycha z obserwatorium w Naucznyj.

## Orbita
Orbita 4786 Tatianiny nachylona jest do płaszczyzny ekliptyki pod kątem 7,25°. Na jeden obieg wokół Słońca ciało to potrzebuje 3,62 roku, krążąc w średniej odległości 2,36 j.a. od Słońca. Mimośród orbity tej planetoidy to 0,192.

## Właściwości fizyczne
Tatianina ma średnicę ok. 8 km. Jej jasność absolutna to 13,2m.

## Księżyc planetoidy
Na podstawie analizy krzywej zmiany blasku odkryto w 2006 roku naturalnego satelitę tej asteroidy.
Satelita został tymczasowo oznaczony S/2006 (4786) 1. Jego średnica to ok. 1,5 km. Obydwa składniki obiegają wspólny środek masy w czasie 21,67 godziny, a średnia odległość między nimi to ok. 20 km.